# Vorfechter
Das Wort Vorfechter bezeichnet erstens eine Hilfskraft des Fechtmeisters an den Universitäten, dem Militär und am Hofe und zweitens einen reichs- und rechtsgeschichtlichen Begriff  im Mittelalter.

## Hilfskraft des Fechtmeisters bei den Universitäten, im Militär und bei Hofe
Bei Johann Christoph Adelung Grammatisch-kritisches Wörterbuch der Hochdeutschen Mundart, Band 4 steht folgendes:

„Der Vorfêchter, des -s, plur. ut nom. sing. von vorfechten 1, auf dem Fechtboden, derjenige, welcher unter Aufsicht des Fechtmeisters im Fechten Unterricht gibt, eigentlich andern vorficht, in ihrer Gegenwart zum Muster der Nachahmung ficht; daher es von einigen irrig Fürfechter geschrieben und gesprochen wird. Vorvechte schon bey dem Strycker.“

Im Grunde gibt diese kurze Erläuterung schon einen Einblick in den Fechtbetrieb an den Universitäten, wie es bis zum Beginn des 20. Jahrhunderts sich erhalten hatte. Der Vorfechter hatte die Anweisungen des Fechtmeisters den Studenten in der Praxis vorzuführen, fungierte als dessen Hilfskraft. Der Fechtmeister wurde zumindest bis in das frühe 20. Jahrhundert hinein meist von den Universitäten bezahlt und war bei ihnen fest angestellt. Die Studenten hatten an sie auch Gebühren zu zahlen, ebenso wie sie an die Professoren Kollegiengeld zu entrichten hatten. Der Vorfechter hingegen wurde auch an der Universität beschäftigt, bekam aber nicht immer über die Universität eine Besoldung, sondern über den Fechtmeister, der den Vorfechter über die erhobenen Gebühren zu bezahlen hatte. Privilegien waren für ihn also mit seiner Tätigkeit zunächst nicht verbunden. Gleichwohl war mit ihr aber auch die Aussicht für einen Aufstieg in die Position der Fechtmeister verbunden. Der Fechtmeister  an der Universität Leipzig Ludwig Cäsar Roux beispielsweise wirkte von 1863 bis 1865 als Vorfechter bei seinem Vater Friedrich August Wilhelm Ludwig Roux in Jena, bevor er nach Leipzig wechselte.

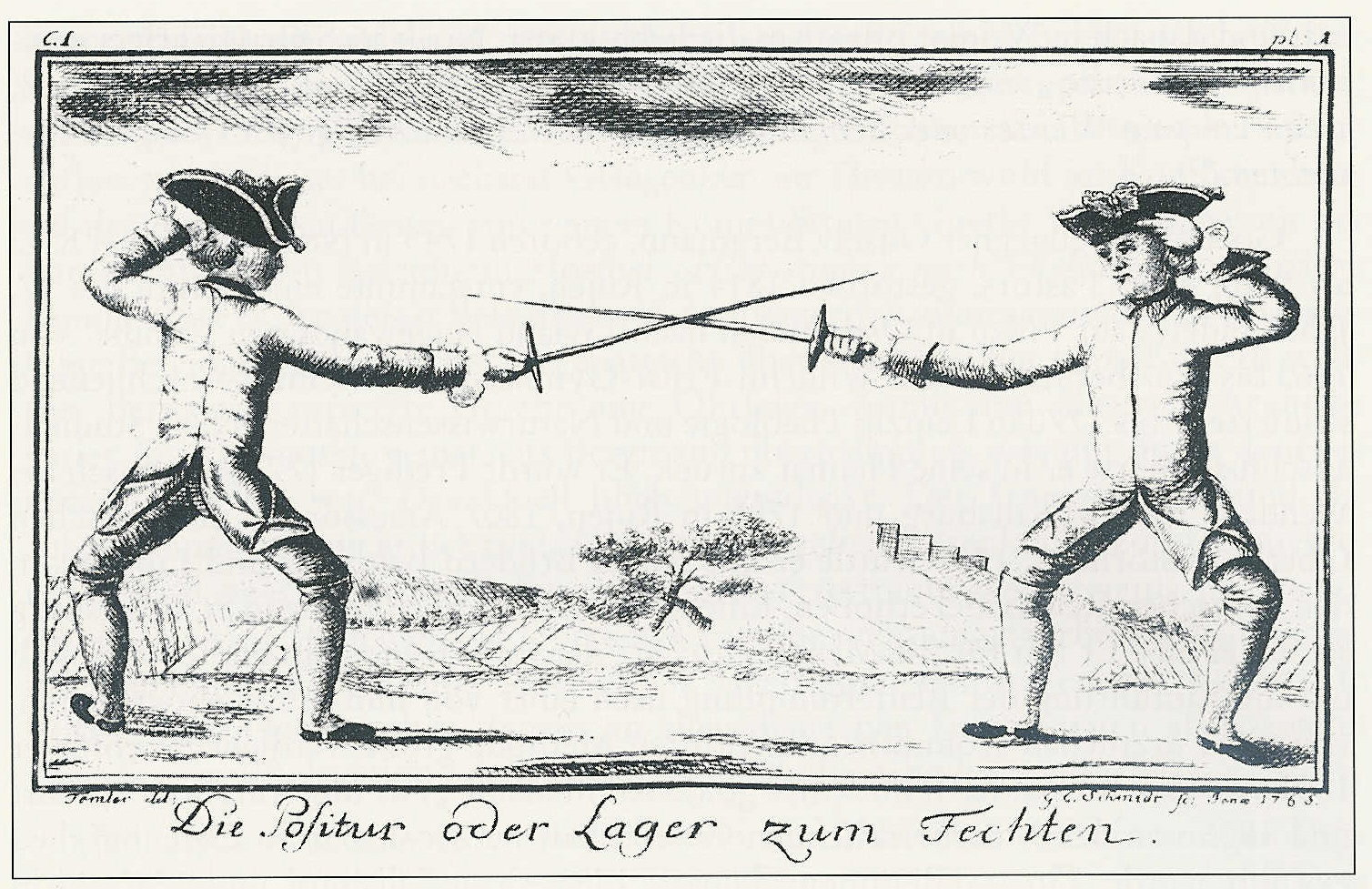
Weischner in Positur mit einem seiner Schüler (1765)

Da es Fechtmeister nicht nur an Hochschulen gab, sondern auch beim Militär bzw. bei Hofe, so gab es dort auch Vorfechter, die den Fechtmeister unterstützten.
Es gab Fechtmeister, die Fechtbücher verfassten, wobei der Vorfechter zusammen mit ihm die abgebildeten Stellungen beim Fechten demonstrierte. Als Beispiel lässt sich hier Gustav Bergmann anführen, der Vorfechter bei Siegmund Carl Friedrich Weischner am Gymnasium in Weimar gewesen war. Der Student Goethe hatte mit Bergmann eine selbst provozierte Begegnung in Leipzig, die für ihn nicht gut endete. Er erlitt eine leichte Blessur durch einen spitzen Degen.

## Begriff in der Reichs- und Rechtsgeschichte des Mittelalters
Der Begriff Vorfechter oder Verfechter kann eine rechtsgeschichtliche Bedeutung haben, was dann u. a. den Fechter in gerichtlichen Auseinandersetzungen des Mittelalters bezeichnet, der für eine Partei und deren Interessen letztlich in einem Duell ficht. Er ist für eine schwächere Partei gewissermaßen der Vormund bzw. Vorkämpfer. Von entscheidender Bedeutung hierbei war das Kriterium der Waffenfähigkeit, womit erst volle Rechtsfähigkeit gegeben war. Im Sachsenspiegel steht für Vorfechter, der als männlicher Blutsverwandter väterlicherseits das Wort swertmag siehe: Mage (Recht), bekam. Dieser musste seinem Gegenüber ebenbürtig sein.
Vorfechter konnte auch ein Ehrentitel sein. Die Arnsberger Grafen nannten sich „Vorfechter zwischen Rhein und Weser für das heilige römische Reich“. Im Grimm'schen Wörterbuch der mittelhochdeutschen Sprache wird auch auf den Schwabenspiegel verwiesen, wornach Karl der Große die Schwaben dahingehend privilegierte, dass im Reich denen niemand vorfechten konnte. Begründet wird das laut der Gebrüder Grimm so:

„Die Schwaben haben von alten Zeiten her unter allen Völkern des deutschen Reiches das Recht, dem Heer vorzustreiten; und dies verlieh Carl der Große ihrem Herzoge Gerold (Hildegardens Bruder), der in der blutigen Schlacht von Runzefal vor dem Kaiser auf das Knie fiel, und diesen Vorzug, als der Aelteste im Heer, verlangte. Seitdem darf ihnen niemand vorfechten. Andere erzählen es von der Einnahme von Rom, wozu die Schwaben Carl dem Großen tapfer halfen. Noch andere von der Einnahme Mailands, wo der schwäbische Herzog das kaiserliche Banner getragen, und dadurch das Vorrecht erworben.“

Damit kommt diesem Begriff zugleich auch eine reichsgeschichtliche Bedeutung zu.